# Federico Dannemann
Federico Dannemann (* 23. Juni 1979 in Buenos Aires) ist ein argentinischer Jazzmusiker (Gitarre, Komposition).

## Leben und Wirken
Dannemann kam mit seiner Familie 1990 nach Chile. Im Alter von 16 Jahren war er Mitglied der Popgruppe La Rue Morgue. Seit 1992 trat er mit dem Santiago Hot Club im Jazzclubs auf. 1998 wurde er mit der neuen Gruppe Swing & Company (die an die gleichnamige Band von Pepe Hosiasson erinnerte) als aufstrebender Gitarrist vom Jazz-Publikum wahrgenommen. Dann spielte er bei Daniel Lencina, Alfredo Espinoza, Giovanni Cultrera und Lucho Córdova. Seit 2000 leitete er zudem eigene Trios; 2003 entstand sein Debütalbum Federico Dannemann Trio. 2004 nahm er an der Tournee des Chilejazz Quinteto teil (Album Perdidos en Londres) und trat auch der Band von Francesca Ancarola bei. 2005 komponierte er, inspiriert von Lennie Tristano, Musik und gründete gemeinsam mit dem Gitarristen Roberto Dañobeitía das Ensemble Quintessence.
Während seines Studiums an der Royal Academy of Music in London traf Dannemann erstmals Zhenya Strigalev. 2008 kehrte er nach Buenos Aires zurück, um in Pedro Aznars Band zu spielen, mit der er auf dem Album Quebrado (2008) dokumentiert ist. Daneben setzte er seine Arbeit mit Quintessence fort und schloss sich dem Quartett von Claudio Rubio an, um mit diesem das Album Tristano! einzuspielen. 2013 nahm er das Album Zelig mit einem neuen Quartett, zu dem Raimundo Barría (Klavier), Milton Russell (Kontrabass) und Daniel Rodríguez (Schlagzeug) gehörten. Strigalev holte ihn 2016 in seine Band, mit der er seitdem auf mehreren Europa-Tourneen war und das Album Blues for Maggie einspielte. 2019 legte er im gemeinsam mit Strigalev geleiteten Quartett das von der Kritik herausgestellte Album The Change vor. Mit Andrea Motis tourte er im Motis & Mallinger Quintett.

## Diskographische Hinweise
- Zhenya Strigalev & Federico Dannemann The Change (Rainy Days 2019, mit Luques Curtis und Obed Calvaire)[1]
- Andrea Motis, Camerata Papageno feat. Christoph Mallinger, Federico Dannemann: Febrero (Jazz to Jazz, 2024)